# Tugela-vízesés
A Tugela-vízesés Dél-Afrika Royal Natal Nemzeti Parkjának területén található.
Az öt lépcsőből álló vízesés 948 méter magasról zuhan le - ezen belül a víz megszakítás nélkül 411 métert zuhan egy szikla pereméig, és ezzel a világ második legmagasabb vízesése. Mindössze 15 méter széles, vízhozama pedig alig éri el az 1 köbmétert másodpercenként. A vízesés a Drakensberg (Sárkány) hegységben található a Kwa Zulu-Natal provincia területén. A Tugela folyó táplálja, amely mindössze két kilométerre ered innen a Mont-aux-Sources-ben.

## Képek
- World Waterfall Database – Tugela Falls Data – click on thumbnail photo
- Link from World Waterfall Database – Photo Tugela falls
- Link from World Waterfall Database – Photo Tugela falls

## Fordítás
- Ez a szócikk részben vagy egészben  a   Tugela Falls című angol Wikipédia-szócikk fordításán alapul.  Az eredeti cikk szerkesztőit annak laptörténete sorolja fel. Ez a jelzés csupán a megfogalmazás eredetét és a szerzői jogokat jelzi, nem szolgál a cikkben szereplő információk forrásmegjelöléseként.

## Külső hivatkozások
- Tourism information around Tugela Falls Archiválva 2006. október 9-i dátummal az Archive.is-en
- http://www.drakensberg-tourism.com/tugela-falls.html Archiválva 2014. szeptember 10-i dátummal a Wayback Machine-ben
- http://www.nature-reserve.co.za/royal-natal-national-park_location.html

## A Föld tíz legmagasabb vízesése
| Név (helyi neve)          | Ország, helyszín                         | Vízfolyás (forrás) | Magasság méterben |
| ------------------------- | ---------------------------------------- | ------------------ | ----------------- |
| Angel (Salto Ángel)       | Venezuela, Canaima Nemzeti Park          | Caroni             | 979               |
| Tugela                    | Dél-Afrika, Natal Nemzeti Park           | Tugela             | 948               |
| Utigord (Utigordsfoss)    | Norvégia                                 | gleccser           | 800               |
| Monge (Mongefoss)         | Norvégia, Marstein                       | Mongebeck          | 774               |
| Mutarazi (Mtarazi)        | Zimbabwe, Nyanga Nemzeti Park            | Mutarazi           | 762               |
| Yosemite                  | U.S.A.,Yosemite Nemzeti Park, Kalifornia | Yosemite           | 739               |
| Espelands (Espelandsfoss) | Norvégia, Hardanger Fjord                | Opo                | 703               |
| Alsó Mar völgy            | Norvégia, Eikesdal Norvégia              | Mardals            | 655               |
| Tyssestrengene            | Norvégia, Odda                           | Tyssa              | 647               |
| Cuquenan (Salto Kukenan)  | Venezuela, Kukenán-tepui                 | Cuquenan           | 674               |